# Аль-Махди Ахмад ибн аль-Хусейн
Аль-Махди ли-Дин Аллах Ахмад ибн аль-Хусейн, известный также как Абу Таир (3 марта 1216 — 6 марта 1258) — зейдитский имам Йемена из династии Рассидов в 1248—1258 годах. Боролся с султанатом Расулидов, однако погиб в результате мятежа в своём собственном государстве.

## Происхождение и молодые годы
Ахмад ибн аль-Хусейн родился 12 зу-ль-када 612 году Хиджры (3 марта 1216 года н. э.) в Йемене в зейдитской хиджре Каума в Джабаль-Шакир. Он происходил из клана Рассидов, представители которого с IX века занимали должность имама зейдитской общины Йемена. Основатель рода, аль-Касим ар-Расси ибн Ибрахим Табатаба (умер в 860), прямой потомок праведных халифов Али ибн Абу Талиба и его сына Хасана, был первым истинным теоретиком политико-религиозного движения зейдизма. Внук аль-Касима ар-Расси, Яхья ибн аль-Хусейн ибн аль-Касим ар-Расси, прибыл в Йемен в 897 году по призыву племён северного и центрального нагорья и стал первым имамом местной зейдитской общины, вскоре превратившейся в теократическое государство. Другой внук аль-Касима ар-Расси, аль-Касим ибн Мухаммад ибн аль-Касим ар-Расси, был предком по прямой мужской линии Ахмада ибн аль-Хусейна. Рано осиротев, Ахмад воспитывался своим дядей-аскетом, который позаботился о его образовании, направив Ахмада на обучение в лучшие медресе того времени.

## Имамат
К концу обучения Ахмад ибн аль-Хусейн выполнил все условия, необходимые для того, чтобы претендовать на статус имама в соответствии с теоретическими принципами, принятыми зейдитской общиной. Сама община в тот период была расколота и погрязла в междоусобной борьбе, начавшейся после смерти имама аль-Мансура би-ллаха Абдаллаха в 1217 году. Доминирующее положение в общине занимала семья имама аль-Мансура (Бану Хамза), которая стремилась контролировать процесс выдвижения новых имамов, однако уже продолжительное время не могла справиться с царившей в зейдитском государстве анархией. Зейдитская община Йемена остро нуждалась в новом лидере, способном справиться с затянувшимся кризисом. Этой ситуацией воспользовался Ахмад ибн аль-Хусейн. Окончив учёбу, он покинул свою деревню Зи-Бин (или Зу-Бин) и 14 сафара 646 года Хиджры (8 июня 1248 года) в горной крепости Тула (расположенной к северо-западу от Саны) в возрасте тридцати четырёх лет объявил о начале своего давата, провозгласив себя имамом под именем аль-Махди ли-Дин Аллах. Получив признание зейдитской общины и приняв клятву верности (байа) от части йеменских зейдитов и горных племён, новый имам в соответствии с зейдитской доктриной объявил войну «неверным, несправедливым и нечестивым» (к которым зейдиты относили, помимо прочих, суннитских султанов Йемена из рода Расулидов и их сторонников). Члены семейства Бану Хамза были враждебно настроены к Ахмаду ибн аль-Хусейну и долго не хотели признавать его главой общины, однако развитие событий, а именно, возобновление войны с Расулидами, заставило их признать Ахмада новым имамом.
Возглавив зейдитский имамат на севере Йемена, Ахмад ибн аль-Хусейн столкнулся с множеством внешних и внутренних врагов, главными из которых были расулидские султаны Йемена — вначале аль-Мансур Умар I, затем его сын аль-Музаффар Юсуф I (правил 1250—1295). Султан аль-Мансур Умар быстро осознал, что появление во главе государства зейдитов столь харизматичного лидера создаёт серьёзную угрозу установленному в 1231 году политическому равновесию, когда султан заставил зейдитов пойти на заключение мирного соглашения, дававшего Расулидам ряд преимуществ. Именно поэтому султан аль-Мансур Умар, а затем и аль-Музаффар Юсуф не жалели средств на формирование и поддержание сильной оппозиции новому имаму внутри зейдитской общины, сделав ставку на семейство Бану Хамза и их сторонников, сохранивших враждебность к Ахмаду ибн аль-Хусейну. На подкуп Бану Хамза и других зейдитских и племенных вождей расулидские султаны потратили огромные суммы денег, в результате чего могли свободно манипулировать противниками имама в своих интересах. Другим опасным противником, с которым пришлось столкнуться новому имаму, стал Асад ад-дин Мухаммад ибн Хасан, племянник султана аль-Мансура Умара, который получил от своего дяди в качестве икта стратегически важный город Сана с окрестностями и стремился проводить самостоятельную политику. Поначалу Ахмаду ибн аль-Хусейну удалось заключить с Асад ад-дином Мухаммадом некое подобие союза, однако султан Йемена очень скоро нейтрализовал племянника, захватив на некоторое время Сану. В дальнейшем Асад ад-дин продолжал лавировать между интересами имама Ахмада и султана Йемена.
Все десять лет своего давата имам аль-Махди ли-Дин Аллах Ахмад провёл в непрерывных сражениях со своими врагами. Первые пять лет (1248—1253) им было одержано множество побед над различными противниками, сведения о многих из которых до наших дней не сохранились. Укреплению позиций имама помогло убийство султана аль-Мансура Умара в 647 году Хиджры (1249/1250 год) и последовавшая за этим борьба за престол в государстве Расулидов. В месяце шавваль 647 года Хиджры (январь 1250 года) Ахмад наголову разбил взявшихся за оружие Бану Хамза в битве в области Карен, затем в августе того же года ему удалось взять Сану, изгнав Асад ад-дина Мухаммада в крепость Бираш (Барраш), и расширить своё влияние на юг, вплоть до города Дамар. После этого султан аль-Музаффар Юсуф вынужден был заключить с Ахмадом мирный договор, признав за ним завоёванные города и районы и пообещав выплатить ему 8 тысяч дирхамов. Взяв Дамар, Ахмад ибн аль-Хусейн повернул назад и осадил крепость Бираш, намереваясь разрушить её, чтобы обезопасить Сану. В течение нескольких месяцев имам осаждал Бираш, попутно совершая карательные походы против восставших против него племён и собирая с них контрибуции. Меньше чем через год Ахмаду всё же пришлось отступить от Бираша и оставить Сану. В 651 году Хиджры (1253/1254 год) начался военный и политический упадок имамата Ахмада ибн аль-Хусейна. В течение следующих нескольких лет имам потерпел несколько значительных поражений, а его союзники стали постепенно покидать его. В 1254 году раскол в зейдитской общине дошёл до того, что в Сааде новым имамом был провозглашён глава семьи Бану Хамза Шамс ад-Дин Ахмад ибн Абдаллах ибн Хамза, принявший имя аль-Мутаваккиль, а в следующем году зейдитское собрание объявило о низложении имама аль-Махди ли-Дина Аллаха. Более того, согласно Шараф ад-Дину Яхье ибн аль-Касиму аль-Хамзи, главному помощнику, родственнику жены и биографу имама аль-Махди Ахмада, в 653 году Хиджры (1255/1256 год) султан аль-Музаффар Юсуф, будучи не в состоянии собственными силами подавить зейдитское движение имама Ахмада ибн аль-Хусейна, обратился за помощью к аббадистскому халифу. Желая ослабить влияние враждебной суннитскому халифату шиитской общины зейдитов Йемена, халиф аль-Мустасим через своих агентов обратился к исмаилитскому ордену ассасинов с просьбой устранить имама Ахмада, однако ассасины не успели исполнить просьбу халифа.
В 655 году Хиджры (1257/1258 год) протестное движение внутри зейдитской общины, возглавляемое Бану Хамза, вызывало подъём недовольства правлением имама аль-Махди Ахмада ибн аль-Хусейна и многие из его бывших сторонников пополнили ряды его врагов. Распределение командных постов и меры по сбору налогов, осуществляемые имамом, усиливали враждебность его противников. Недовольство Ахмадом ибн аль-Хусейном умело подпитывалось деньгами султана аль-Музаффара Юсуфа, не жалевшего средств на усиление врагов имама, заявлявших о несоответствии политики Ахмада по управлению общиной основным принципам зейдитской доктрины. Ситуация усугубилась серьёзным экономическим кризисом, приведшим к голоду, причиной чего стала сильная засуха, как раз тот период случившаяся на контролируемых зейдитами территориях. Противники имама, в том числе ряд улемов, открыто заявили, что он больше не достоин возглавить зейдитскую общину и потребовали его удаления, после чего с оружием в руках, намереваясь разграбить поля с урожаем, выступили к вади Шуваба, недалеко от деревни Зи-Бин, район которой был центром сторонников Ахмада ибн аль-Хусейна. Имам выступил им навстречу во главе войска из трёхсот всадников и трёх тысяч пехотинцев. В месяце сафар 656 года Хиджры (март 1258 года) оба войска встретились в вади Шуваба. В последовавшей за этим битве силы имама были наголову разбиты, а сам он, покинутый своими сторонниками, сражался до последнего и был обезглавлен пешими воинами из Зафара — хиджры семейства Бану Хамза. Согласно биографам имама аль-Махди Ахмада, это произошло в среду, 28 сафара 656 года Хиджры (6 марта 1258 года), однако согласно эпиграфическим данным убийство имама датируется 14 сафара 656 года Хиджры. Голова Ахмада была торжественно доставлена в шатёр предводителей его противников — имама Шамс ад-Дина Ахмада ибн Абдаллаха и шейха Ахмада ибн Мухаммада ар-Рассаса, бывшего учителя Ахмада ибн аль-Хусейна и его главного сторонника в начале его имамата.

## Погребение
После этого голову имама отправили в Зафар, где в течение трёх дней выставляли на показ на рынках и в крепостях. Тело Ахмада было предано поруганию. Некий эмир попытался поместить голову имама в мавзолей Зафара, но наткнулся на яростное сопротивление его противников, после чего голову закопали на свалке у подножия касбы аль-Кахира. Позднее, по приказу Шамс ад-Дина Ахмада ибн Абдаллаха, голову имама вернули к его телу в вади Шуваба, где его останки были захоронены в месте под названием аш-Шира (Сира). Через три года останки Ахмада ибн аль-Хусейна были перенесены его сподвижником и биографом Шараф ад-Дином Яхьёй аль-Хамзи в деревню Зи-Бин (в 74 км к северо-востоку от Саны), где их захоронили рядом с покойной женой имама Зайной бинт аль-Хусейн ибн аль-Касим аль-Хамзи в мавзолее, примыкающем к мечети Масджид ибн Зарбун. Стараниями Шараф ад-Дина Яхьи аль-Хамзи над могилой имама был воздвигнута кубба, мечеть Масджид ибн Зарбун была расширена, а в Куфе был изготовлен кенотаф имама Ахмада ибн аль-Хусейна и затем установлен в северной части его мавзолея. Благодаря изображению птицы, возвышающейся над минаретом мечети, Ахмад ибн аль-Хусейн уже после своей смерти получил кунью Абу Таир («Отец птицы»).

## Семья
Ахмад ибн аль-Хусейн впервые женился около 635 года Хиджры (1237/1238 год) на одной из дочерей шарифа аль-Хусейна ибн аль-Касима аль-Хамзи из Зи-Бина. После преждевременной смерти первой жены Ахмажд женился на её сестре, но та вскоре тоже умерла. Всего у имама было шесть жён, включая дочь шейха Ахмада ибн Мухаммада ар-Рассаса и племянницу Шамс ад-Дина Ахмада ибн Абдаллаха ибн Хамзы (дочь его брата ан-Насира ли-Дин Аллаха Изз ад-Дина Мухаммада). От всех жён у Ахмада родилось всего трое сыновей: Мухаммад ан-Насир, у которого родился один сын — Ахмад; Абдаллах и Яхья, у которых не было потомства.

## Творчество
В зейдитской общине Йемена Ахмад ибн аль-Хусейн считался признанным правоведом-факихом и слыл серьёзным знатоком хадисов и фикха. Сохранилось несколько произведений религиозно-правового характера, написанных Ахмадом во время его давата. В трактате, посвящённом клятвам в Коране, Ахмад ибн аль-Хусейн защищал свои взгляды на имамат и напоминал своим бывшим сторонникам о принесённой ему присяге на верность (два экземпляра трактата хранятся в Сане, третий — в Британском музее). Экземпляры или копии ещё трёх небольших работ Ахмада ибн аль-Хусейна находятся в Сане, Британском музее и библиотеке Амброзиана в Италии. Кроме того, сохранился сборник фетв имама Ахмада, созданный его современником, факихом Али ас-Сарими (экземпляры сборника хранятся в Сане и в Британском музее).